# Ignasi Roda Fàbregas
Ignasi Roda Fàbregas (Barcelona, 11 de març de 1953) és un escriptor, actor, director i pedagog de teatre, cantautor i promotor cultural català, fill de Frederic Roda i Pérez i M. Rosa Fàbregas i Rovira. Entre 1967 i 1973 va formar part del grup musical Tricicle, juntament amb els seus germans Frederic i Àlvar. A partir de 1970 inicia la seva carrera teatral.

## Activitats destacades
- 1968, i junt amb dos germans més (Frederic i Àlvar) constitueix el grup de cançó catalana El Tricicle (Nota: aquest grup no és l'actual Tricicle format anys després).
- 1968 s'inicia en la composició de cançons basades en poemes de poetes catalans.
- 1969 inicia la seva activitat teatral amb el grup NGTU (Nou Grup de Teatre Universitari).
- 1972 funda el grup de cançó catalana Taverna 2 i el grup Equip de Poesia. Aquest mateix any escriu el seu primer musical «Iris».
- 1973 inicia la seva activitat de professor de teatre a escoles i instituts. Forma part de diferents grups de teatre independent i inicia les seves activitats en el camp de l'Animació Socio Cultural i es fa càrrec de la direcció de la ESTASCT (Escola Superior de Tècnics en Animació Socio Cultural i Turística) del CET (Centre d'Estudis Turístics).
- 1980 es fa càrrec de la gerència del Teatre La Faràndula de Sabadell i promou la creació del TES (Teatre Estable de Sabadell).
- 1985 organitza l'EETT (Escola d'Estiu de Tallers de Teatre) a Cervera que manté oberta fins al 1989.
- 1988 crea l'empresa de serveis Dissenys Culturals, amb la qual i al llarg de sis anys, organitza diferents esdeveniments, entre els quals, molts d'ells relacionats amb infraestructures de les olimpíades a Barcelona del 92.
- 1994 es fa càrrec de la direcció Pedagògic de la Mostra de Tallers de Teatre del Segon Ensenyament de Granollers. Professor de l'Escola d'estiu Rosa Sensat, 1987 de l'Institut Municipal d'Ensenyament (IME) i de diferents escoles d'estiu d'arreu de Catalunya.
- 1996 Comença a publicar contes per a infants i inicia una relació professional amb l'editorial ING Edicions.
- 1999 es fa càrrec de la direcció de La Passió de Cervera on renova el muntatge amb treballs de dramatúrgia, il·lustracions musicals, vestuari i il·luminació en el decurs de 5 anys.
- 2002 torna als escenaris musicals i crea el segell discogràfic IMION enregistrant 4 CD: «Musica per a poetes. Volums I i II», «Llibre de cançons» i «Tornarem a viure»
- DISCOGRAFIA
- Música per a poetes Volum I i II (2003)
- Llibre de cançóns (2006)
- L’elogi de la Paraula (Joan Maragall (2012)
- Tornarem a viure (2013)
- ÀÀ Àngel Guimerà (2017)

## Producció literària
Algunes de les obres d'Ignasi Roda Fàbregas són:

### Narrativa
- Vine a la terra de les fades. Barcelona: I.N.G. Edicions
- 1996 - Xot i el secret dels ocasis. Barcelona: I.N.G. Edicions
- 1996 - Nona i el follet de les estacions. Barcelona: I.N.G. Edicions
- 1996 - Tell, el noi que s'empassava les llàgrimes. Barcelona: I.N.G. Edicions
- 1996 - L'escurniflaire i la terra dels unullus. Barcelona: I.N.G. Edicions
- 1997 - Les ballarines de la neu. Barcelona: I.N.G. Edicions
- 1997 - L'armari de l'àvia. Barcelona: I.N.G. Edicions
- 2000 - Salsafí i les llavors màgiques. Barcelona: I.N.G. Edicions
- 2008 - En Salsafí a la Terra de Caulés. Barcelona: I.N.G. Edicions[2]
- 2008 - Ai, m'ha caigut una dent!. Barcelona: I.N.G. Edicions[3]

### Musicals[calcitació]
- Iris (1973) Estrena a Barcelona pel Taller de Teatre de l'Institut Sant Josep de Calassanç
- Trenta accions i un dia (1973) Estrena a Barcelona pel Taller de Teatre San Josep de Calassanç
- En Sergi i la màquina del temps (1975) Estrenat a Barcelona, Teatre Romea pel grup Jocs a la Sorra i (1980)  Estrenat al Festival de Sitges pel grup Marot
- Tibidabo (1978) Estrena a Barcelona pel Taller de Teatre de l'Escola Frederic Mistral
- Un Ianqui a la cort del rei Artur (1979) Estrena a Barcelona  pel Taller de Teatre de l'Escola Frederic Mistral. (1980) Estrena a Sabadell, Teatre La Faràndula, pel Teatre Establede Sabadell TES
- Insòlitus Circus (1983) Estrena a Barcelona pel Taller de Teatre de l'Institut Sant Josep Calassanç
- La peça de llautó (1986) Estrena a Cervera, Teatre de la Passió, pel Taller de Teatre de l’EETT
- La Bella Loca (1988) Estrena a Barcelona pel Taller de Teatre de l'Institut Jaume Balmes
- Kabarreig (1989) Estrena a Barcelona, La Cova del Drac, per la Companyia Kabarreig.
- Les aventures d’en Pinotxo (Versió del conte de Colodi) (1990) Estrena a Sabadell pel Taller de Teatre Joanot Alisanda
- La Flauta Màgica (Adaptació teatral de la òpera de Mozart) (1993) Estrena a Sabadell pel Taller de Teatre Joanot Alisanda
- El Port de l'Enclusa (1993) Estrena a Sabadell pel Taller de Teatre Joanot Alisanda.
- Guinyot o el borni és el rei (1995) Estrena a Barcelona pel Taller de Teatre de l'Escola Estel
- Jimi, el fill de Jim Hawkins (1995) Estrena a la Fira de Teatre de Tàrrega pel grup Teatre Arca
- L'últim cabaret (1996) Estrena a Barberà del Vallès pel grup Ep Teatre
- Hers, el fantasma del teatre (1997) Estrena a Granollers pel grup Tàbata
- El somni d’un advocat (1998) Estrena a Barcelona per la Cia del Col·legi d’advocats
- El romaç de les tres taronges (2000) Estrena a Barcelona pel taller de teatre de l’escola Esteli pel grup de teatrte del Col·legi d’advocats de Barcelona
- Nevares (2003) Estrena en versió concert el 2014 al Festival Grec
- Teatre de rondalla
- La llegenda de Sant Jordi (1975) Estrena a Montblanc pel Grup Equip de Poesia en técnica de visiodrama i posteriorment com a espectacle d’actor i titelles Marot
- L'home més just (1975) Estrena a Bellver de Cerdanya pel Taller de Teatre l'Escola d'Estiu
- En Gostí lladre (1976) Estrena a Sant Cugat del Vallès pel Grup Marot
- La Ventafocs (Versió del conte) (1978) Estrena a Sabadell pel taller de teatre de l'Escola Joanot Alisanda.
- La festa de les bruixes (1978) Estrena a Bellaterra per l'Escola Tagore
- Les aventures d'en Massagran, en Ton i la Martineta (Versió lliure de la novel·la juvenil de J.M. Foch i Torres(1979). Estrena a Sabadell pel Taller de Teatre Joanot Alisanda
- L'Auca dels tres reis (1980) Estrena a Sant Cugat del Vallès pel Grup La Saragata.
- L’auca d’oficis (1980) Estrena a Sant Cugat del Vallès pel Grup La Saragata i els artesans de Can Bufa
- Els contes de la vella Reinalda (1982) Estrena a Bellaterra per la Companyia Inestable de Bellaterra
- Les rondalles d'en Planiol (1983) Estrena a Granollers pel Grup La Farinera.
- El Drac dels 7 núvols (1983) Estrena a Barcelona pel Taller de Teatre de l’escola Nausica.
- La iaia Gri (1986) Estrena a Sabadell pel Taller de Teatre Joanot Alisanda.
- La fugida d'en Carnestoltes (1996) Estrena a Barcelona pel taller de teatre de l'Escola Estel
- Quin ofici més bèstia el de trobador (1994) Estrena a Igualada pel Grup La Saragata.
- Carnestolades (1977) Textos utilitzats en diferents escoles
- Les 3 boles de Nadal (1997) Estrena a Barcelona pel taller de teatre de l’Escola Estel
- El laberint d’en Jifa (1997) Estrena a Barcelona pel taller de teatre de l’Escola Estel
- Culot i el bosc de la música (2001) Estrena a Barcelona pel grup La Saragata TEATRE DE TEXT
- Estat d'Alerta (1984) Estrena a Sant Cugat del Vallès pel Taller de Teatre de la Universitat de la Pau
- Crònica de Cervera (1984) Estrena a Cervera, teatre de la Passió, pel Taller de Teatre de l’EETT (Escola d'estiu de Tallers de Teatre)
- L'última representació (1985) Estrena a Mataró pel Taller de Teatre
- Quan les bales xiulen (1985) Estrena a Barcelona pel Taller de Teatre de l'Institut Menéndez Pelayo
- Mil·lenari de Sant Cugat (1985) Estrena a Sant Cugat del Vallès pel Grup La Farinera
- Historietas de Farmacéuticos (La fórmula,  Un cuento, El col·leccionista) (1986) Estrena a Barcelona per actors contractats
- Vol d'Albatros (1987) Estrena a Cervera pel Taller de Teatre de Cervera
- El viatge d'en Pere Porter (1990) Estrena a Tordera pel Grup de Teatre de Tordera
- El Brunzir (1990) Estrena a Binissalem (Mallorca) pel taller de direcció teatral
- Mil·lenari de Sant Just (1990) Estrena a Sant Just Desvern pel Grup La Farinera i diables de Granollers
- La Dam de Pic (1991) Estrena a Sabadell per la Companyia Inestable de Bellaterra
- Tirant lo Blanc (1991) Estrena a Sabadell pel Taller de Teatre de l'Escola Joanot Alisanda
- Et cum spiritu tuo (1992) Estrena a la Fira de Teatre de Tàrrega pel Grup L'Episcopal
- Penja't Manel (1993) Estrena a Gavà per Manel Castillejos
- Balades de mercat (1993) Estrena a Sant Cugat del Vallès, Teatre Auditori, pel Grup Fila Zero
- La profecia de l'estel (1994) Estrena a Barberà del Vallès pel col·lectiu Taula deTeatre de Barberà del Vallés
- Grúmic, un somni de tardor (1995) Estrena a Granollers pel Grup Tàbata Teatre
- Viatge a la Velluria (1996) Estrena a La Garriga pel Taller de Teatre de l'Institut de La Garriga
- Els adolescents i la nit (1997) Estrena a Vilanova del Vallès pel grup Aigua amb Gacs
- Nyam! (1998) Estrena a Palau Solita i de Plegamans per la Cia. Teia Munné
- Barrabum! (1999) Estrena a Barcelona per la Cia. Xumet i Xinxeta
- Els quatre llibres de l’Evangeli (1999) Estrena a Sant Feliu de Codines pel Grup Grana Teatre
- Crònica d’independència (2000) Estrena a Sant Feliu de Codines pel Grup Grana Teatre i la gent del poble
- L’ofis o Vint i quatre hores  (2001) No estrenada
- Tres dones en un sifà (2022) Estrena a Sant Feliu de Codines pel Grup Grana Teatre EATRE BREU I MONÔLEGS
- La paràbola dels ous (1984) Estrena a Sant Cugat del Vallès pel Taller de Teatre de la Universitat de la Pau
- El comiat (1984)
- Estrena a Sant Cugat del Vallès pel Taller de Teatre de la Universitat de la Pau
- La Calaixera (1986) Estrena a Bellaterra per la Cia. La Inestable
- Jo, el simi (1987) Monòleg. Estrena a Berga dins el muntatge audiovisual HELP de Jordi Plana.
- La llavor (1989) Monòleg Estrena a Vilafranca del Penedès dins el muntatge audiovisual VI, de Jordi Plana.
- El Pont (1991) No estrenada.
- Un casament al jardí (1997) Estrena a Sant Cugat en el casament de l’Anna i el Francesc
- Els estralls dels anys (1999) Monòleg. Estrena a Barcelona en audició privada
- L’últim al·legat (2005) Monòleg. Estrena a Barcelona en audició privada.
- Monòlegs de parella (1989) Estrena a Sant Cugat del Vallès per la Cia. Lectures a la fresca l'any 2021 DRAMATÚRGIES SOBRE TEXTOS D'ALTRI
- Les Decapitacions (1974) Muntatge poètic-teatral a partir del recull de poemes de Pere Quart del mateix títol i aportació de textos propis. Estrena a Barcelona per Equip de Poesia.
- Oferiu flors als rebels que fracassaren (1974) Dramatúrgia a partir de la novel·la d'Oriol Pi de Cabanyes i presentat en l'acte d'entrega dels Premis Prudenci Bestrana a Girona d’aquell any. Estrena a Girona per Equip de Poesia
- Contradansa (1975) Dramatúrgia de textos de diferents autors, tots ells relacionats amb el tema de la mort. Estrena a Reus pel Grup Equip de Poesia.
- Els pastorets de corre cuita (1975) Adaptació per a escoles de l'obra de Josep M. Folch i Torres. Estrena a Bellaterra pels alumnes de l'Escola Tagore
- L'alquimista (1975) Muntatge poètic a partir de textos de Josep Palau i Fabra. Estrena a Reus per Equip de Poesia
- Maragall Breu. L'elogi de la paraula (1986) Recital poètic sobre textos i reflexions de Joan Maragall. Estrena a Bellaterra per Equip de Poesia
- Sainets del món jurídic (1986) Recopilació de textos sobre temes d'advocacia, interpretats per advocats. Estrena a Barcelona pel grup de teatre del Col·legi d'Advocats de Barcelona.
- Demano la paraula prèvia (1990) Dramatúrgia basada en textos, (paraula i obra) de Joan Oliver, fent un repàs cronològic de la seva vida i obra. Estrena a Sabadell pel Grup Equip de Poesia
- La tràgica història de Miquel Kolhas (1990) Dramatúrgia sobre l'obra de teatre de Josep Palau Fabra de la història de Miquel Kolhas. Estrena a Mataró per la Companyia Inestable de Bellaterra.
- La meva Ismènia (1991) Dramatúrgia i cançons sobre l’obra de Labiche. Estrena a Bellaterra per la Cia. La Inestable.
- Un don Juan Tenorio (1992) Adaptació de l'obra de Zorrilla per a una lectura escènica. Estrena a Bellaterra per la Companyia Inestable de Bellaterra
- Lo darrer català (1994) Adaptació de l'obra d'Antoni de Bofarull. Música composta per Rafael Subirachs. Estrena a Barcelona, a la capella Santa Agata per Equip de Poesia i Rafael Subirachs
- Romeo i Julieta (1992) Dramatúrgia de l'obra de William Shakespeare i adaptada per a nois i noies de batxillerat. Estrena a Granoller dins la XII Mostra de Tallers de Teatre de l'Ensenyament Secundar  del Vallès Oriental
- L'últim viatge (1992) Versió lliure de “Romeo i Julieta” a partir de les propostes d'un taller de teatre. Estrena a Granollers pel Taller de Teatre de l'Institut La Garriga
- Flash Back o El destí dels romàntics (1992) Versió lliure sobre “Romeo i Julieta”. Introspecció sobre les raons dels suïcidis de Romeo i Julieta. Estrena a Granollers pel Taller de Teatre de l'Institut Cervató
- Un càsting per un Shakespeare (1992) Versió lliure sobre “Romeo i Julieta” a partir de les propostes d'un taller de teatre. Estrena a Mollet pel Taller de Teatre de l'Institut Montornès
- Pericles (1993) Dramatúrgia de l'obra de William Shakespeare Estrena a Sabadell pel Grup Joventut de la Faràndula
- El banyut imaginari (1995) Adaptació de l'obra de Mollier. Estrena a Granollers en la XII Mostra de Tallers de Teatre de l'Ensenyament Secundar  del Vallès Oriental
- La gelosia folla (1195) Adaptació de l'obra de Mollier "El banyut imaginari". Estrena a Granollers en la XII Mostra de Tallers de Teatre de l'Ensenyament Secundar del Vallès Oriental
- Els constructors del món (1994) Muntatge que reflexiona sobre l'urbanisme a partir de textos d'urbanistes, arquitectes i d'altres. A partir d’una idea de Frederic Roda. Estrena a Barcelona amb motiu de l’exposició d’Ildefons Cerdà
- Cap cap pla cap el cap del replà (1982) Arranjament i cançons sobre l'obra d'Alexandre Ballester. Obra urbana on es contraposen els conceptes del món científic i del món humanístic. Estrena a Barcelona pel Taller de Teatre de l'Institut Milà i Fontanals.
- Camí de Vincenç (1995) Dramatúrgia sobre la novel·la del mateix títol d'Antoni Marin. Estrena a Barcelona amb motiu de la presentació del llibre, al  Museu d'Art Contemporani, per Equip de Poesia
- Els litigants o El jutge, les parts, els advocats i una camilla de gossos (1998) Versió lliure de la comèdia “Els Pledejaires” de J. Racine. Estrena a Barcelona  pel grup de teatre del Col.legi d’Advocats de Barcelona
- Cataclisme (1999) Dramatúrgia de l’obra de Joan Oliver “El papà de Romeo i Julieta”, adaptada per al grup de teatre del Col·legi d’advocats de Barcelona.En l’original, un pare, propietari d’uns grans magatzems (El Corte Inglés potser?) s'oposa a que el seu fill es casi perquè es pensa que la noia triada es filla seva. En l’adaptació, el pare passa a ser un importantissim advocat. Els dotze personatges de l’obra original, passen a ser-ne vint i sis. Estrena a Barcelona pel grup de teatre del Col·legi d’advocats de Barcelona
- Cataclisme (1999) La mateixa que abans, aquest cop, però, l’acció se situa a Sicília, i els personatges són de La Cosa Nostra. Estrena a Sant Feliu de Codines pel Grup Grana Teatre.
- Tartuf (2000) de Molier. Adaptació feta a mida per a un taller de teatre d’institut i posteriorment, en una nova adaptació, per a grup de teatre. Estrena a Granollers en la XI Mostra de Tallers de Teatre de l'Ensenyament Secundar del Vallès Oriental Estrena a Sant Feliu de Codines pel Grup Grana Teatre.
- Crist, misteri de passió (1999) Revisió del text d’Emili Rabell i Josep M. Sarrate i del muntatge de La Passió que es representa a Cervera. Treball realitzat del 1999 al 2004
- Les alegres casades de Windsor (2002) Dramatúrgia de l’obra de W. Shakespeare per a dotze intèrprets. Estrena a Sant Feliu de Codines pel Grup Grana Teatre.
- Falstaff i les comares de Windsor (2002) Nova adaptació de l’obra “Les alegres casades de Windsor” de W. Shakespeare, aquest cop però, per a quatre personatges o sis personatges, segons es desdobli el personatge de criat. Estrena a Ulldecona pel grup Ull de Teatre
- Pregària de Guerra (2000) Aquest text de Mark Twain ja el vaig utilitzar en l’obra “Estat d’alerta”. Aquest cop però, es presenta sol i amb un muntatge audiovisual. Estrena a Barcelona amb motiu de la concessió del premi Memorial Victor Xeix de Polemologia
- Però tot això és una altra història i un dia o altre un la contaré (2001) Muntatger sobre textos dramàtics de Maria Aurelia Capmany. Estrena a Barcelona al Palau de la Virreina  amb motiu de l’exposició sobre l’autora
- El que no passa mai (2001) Dramatúrgia a partir de les proses i algun poema de Tomàs Garcés. Estrena a l’Ateneu de Barcelona amb motiu del centenari del naixement del poeta.
- Memòria de Parets (2004) Revisió del text proposat per Jonay Roda. Repàs simbòlic de 1100 anys d’història de Parets del Vallès. Estrena a Parets del Vallès per un col·lectiu de grups de teatre de la vila
- El coleccionista, la sogra i la nora (2004) Versió lliure de l’obra de Goldoni “La famiglia dell’anticuario,  o sia la socera e la nora”. Estrena a Sant Feliu de Codines pel Grup Grana Teatre TRADUCCIONS
- La Penyora (1974) Basat en una rondalla popular recollida per Leon Felipe. Estrena a Bellaterra pel Taller de Teatre de l'Escola Tagore
- El carro de les pomes de Bernard Shaw. Estrena a Sabadell per la Companyia de Teatre Estable de Sabadell TES (1981)
- L'entrevista de Natàlia Ginsburg. No estrenada. Publicada pel l’AADPC (1991)
- Ànimes Mortes de Nicolai Gogol. No estrenada (1991)
- Marc i Cram Traducció de l'obra "Otro y yo" d'Antonio Prada. No estrenada (1996)
- Pius de Luigi Pirandello. Estrena a Barcelona per la cia. La Complementària del T.I.B (1996).
- El ball d'Edgar Neville. Estrena a La Faterilla pel grup Ull de Teatre (1196)
- Lliçó d’amor de Dacia Maraini. No estrenada (1998)
- La vida en un fil d’Edgar Neville. Estrena a Barcelona pel grup El Triangle (2000)